# 蕭叔大心
蕭叔大心（？—？），子姓，名大心，春秋時期宋國貴族。南宮長萬殺宋閔公和太宰督、大夫仇牧，立宋子游為國君。蕭叔大心平南宮長萬之亂，擁立宋桓公為國君，而被封在蕭國（今安徽蕭縣），成为宋国的附庸国。